# Jacob Blasaeus
Jacob Blasæus (Brugge, ca. 1546 - Sint-Omaars, 21 maart 1618), ook Jacques Blaese, werd minderbroeder, bisschop van Namen en vervolgens bisschop van Sint-Omaars.

## Levensloop
Jacob Blasæus was een zoon van Wouter Blasæus, bescheiden inwoner van Brugge. In maart 1558 werd hij leerling in de Bogardenschool. Hij volbracht er de middelbare studies, waarna hij intrad bij de minderbroeders in Kortrijk en tot priester werd gewijd. Hij bekleedde binnen de Sint-Andreasprovincie van de minderbroeders, de functies van gardiaan, custode en provinciaal. Hij ontwikkelde zich tot een beroemde kanselredenaar en trad regelmatig op in de steden van Artesië en Henegouwen. Het betekende dus dat deze uit de Brugse arbeidersklasse geboren Bruggeling zich het Frans volledig meester had gemaakt.
Blasæus kreeg een vleiende reputatie omwille van zijn eruditie en zijn vroomheid. Die reputatie bereikte ook de regeringskringen, met als gevolg dat koning Filips II van Spanje hem voordroeg voor de vacante bisschopszetel van Namen. Op 14 april 1597 (hij was toen net de vijftig voorbij) werd zijn benoeming door paus Clemens VIII bevestigd.
Hij werd tot bisschop gewijd op 23 november 1597 in Brussel, door de pauselijke nuntius Octavius Frangipani, met als medeconsecrators Pieter Damant, bisschop van Gent en Pieter Simons, bisschop van Ieper. Simons was net als Blasæus een geboren Bruggeling en oud-leerling van de Bogardenschool.
Als eerste van de activiteiten van de nieuwe bisschop zijn bekend: de wijding van de kapel van de provinciale raad in Namen en de wijding van het altaar in het koor van de kapel van de kloosterzusters van Salzinnes. Op 31 december 1598 sprak hij in het Hof van Brussel de lijkrede uit over koning Filips II.
In 1599 was het jaar waarop de bisschop van Namen zijn bezoek ad limina moest verrichten. Blasæus reisde niet zelf naar Rome maar stuurde kanunnik Charles de Monin als zijn vertegenwoordiger. Paus Clemens VIII stuurde hem een breve waarin hij zijn voldoening uitdrukte over de meegedeelde verslagen en zich er over verheugde dat het bisdom Namen geen ketters telde, maar integendeel niets dan trouwe aanhangers van de beslissingen genomen door het Concilie van Trente.
Simons bleef maar korte tijd bisschop van Namen. De aartshertogen Albrecht en Isabella duidden hem aan voor de vacante zetel van Sint-Omaars en dit werd door de paus bekrachtigd. Op 1 mei 1601 werd hij in Sint-Omaars geïnstalleerd. Hij werd er toegesproken door Jean du Plouich, deken van het kapittel, die zelf pas tot bisschop van Atrecht was benoemd en die korte tijd later door Simons zou gewijd worden.
In deze tijd van opkomst van het protestantisme, bestond zijn voornaamste activiteit er in, iedereen in zijn bisdom aan de besluiten van het Concilie van Trente te houden. Enkele voorbeelden van zijn synodale beslissingen:
- Verbod om met beren of andere dieren rond te toeren, onder de bijgelovige overtuiging dat door hun exhibitie koortsen konden genezen.
- Verbod de consecratie uit te spreken boven een blauwgekleurde korporaal.
- Verbod om de vrouwen in huis te houden in de dagen na hun huwelijk, ze aldus weerhoudend om de godsdienstige plechtigheden bij te wonen, zelfs op zon- en feestdagen.
- Verbod aan de verenigingen van kruisboog- en handboogschutters om hun doelen vast te hechten aan de torens van kerken of kapellen.

Hij begon aan het opstellen van een catechismus, in het Frans en het Nederlands, die echter pas lang na zijn dood, in 1637, zou klaar komen en in druk gaan. Het belette niet dat hij het aanleren van de catechismus in parochiale zondagsscholen aanmoedigde.
De grote devotie die hij had voor Maria, maakte dat hij die aanmoedigde in alle kerken van zijn bisdom. Aan de kapel van Onze-Lieve-Vrouw der Mirakels op de Markt van Sint-Omaars, schonk hij een retabel en een schilderij met de Kruisafneming. Hij steunde ook de goede onderhoud van de kathedraal. Hij schonk een monumentale koperen kandelaar. Hij betaalde voor een nieuw klokkenspel in de kleine kathedraaltoren. Toen het kapittel van kanunniken de beelden van de twaalf apostelen tegen de pijlers van de middenbeuk wilde plaatsen, nam hij vier van die beelden voor zijn rekening. 
In Sint-Omaars stichtte hij een nieuw seminarie, het College Sint-Omaars. Hij bleef verder de acties ondersteunen van opvang van gevluchte Engelse katholieken, aangezien ook na de dood in 1603 van koningin Elisabeth de vervolging verder doorging.
Simons verzamelde een uitgebreide bibliotheek, die hij legateerde aan het kapittel van zijn kathedraal.
Vanaf 1610 kreeg hij gezondheidsproblemen. Een maagzweer bezorgde hem grote pijnen en veroorzaakte uiteindelijk zijn dood.

## Publicaties
- Sermon funèbre fait par le Rever. évêque de Namur , messire Jacques Blasæus, aux funérailles de très catholique  très hault et très puissant Prince et Monarque Philippe II, roy des Espaignes, etc., célébrés en Bruxelles et l'église de Sinte Goedele, Brussel, Rutger Velpius, 1599.
- Pastorale ecclesiae audomarensis desumplum ex sacerdotali Romano, Sint-Omaars, 1606.